# Linaria nigricans
Linaria nigricans Lange hierba anual, glabra o glandulosa-pubérula en la inflorescencia, de la familia Escrofulariaceae, endemismo exclusivo de la provincia de Almería, España. Presenta la variedad L. nigricans var. fragans.

## Etimología
Linaria por su "parecido a Linum" lino; “nigricans” por el color negro de sus semillas.

## Morfología
Presenta hojas simples y sentadas, sin estípulas y algo carnosas, obtusas; las hojas inferiores son verticiladas y anchamente elípticas u obovadas; las superiores son alternas, de linear-oblongas a espatuladas. Los tallos floríferos pueden alcanzar una altura de hasta 17 centímetros y aparecen ramificados, flexuoso-ascendentes y esparcidamente foliosos. Las flores son pentámeras, apareciendo en racimos laxos y bracteados; los pedicelos, ascendentes, son mucho más largos que las brácteas. El cáliz tiene 5 lóbulos casi iguales separados hasta la base. La corola es de un color blanquecino, de hasta unos 2 centímetros, zigomorfa, gamopétala y bilabiada, con el labio superior bilobado y el inferior trilobado y con 2 gibosidades de color violáceo. Semillas diminutas de color negro.

## Vida y reproducción
Terófito. Germina entre diciembre y febrero, floreciendo a los pocos días (7-10). Este período puede durar desde marzo hasta abril y mayo en los años más lluviosos. La polinización es cruzada, entomófila. La semilla cae y es dispersada por el viento o el agua.

## Hábitat
Barrancos y llanos correspondientes a zonas de labor agrícola abandonadas. Suelos arenosos, margosos, incluso yesíferos, sobre piso termomediterráneo hasta los 600 m s. n. m. Plantas con las que comparte hábitat son Silene sclerocarpa, Asphodelus tenuifolius, Stipa capensis, Erodium chium, Retama sphaerocarpa, Linum strictum o Ziziphus lotus.

## Endemia
Planta exclusiva de la provincia de Almería, crece en los llanos y barrancos próximos a Tabernas y, especialmente la variedad fragans, en comarcas limítrofes como Campo de Níjar, Cuevas del Almanzora y las salinas de Cabo de Gata. La principal amenaza sobre la misma es la construcción de invernaderos.

## Propiedades
Las plantas del género Linaria tienen propiedades medicinales.